# Megalochelys
Megalochelys (лат.) — род вымерших гигантских сухопутных черепах. Они жили с миоцена по плейстоцен в Южной и Юго-Восточной Азии.
Род содержит два имеющих названия вида и несколько безымянных таксонов.

## Виды
- Megalochelys atlas Falconer and Cautley, 1844[2]
- Megalochelys cautleyi Lydekker, 1889[3]